# Ящик Пандоры

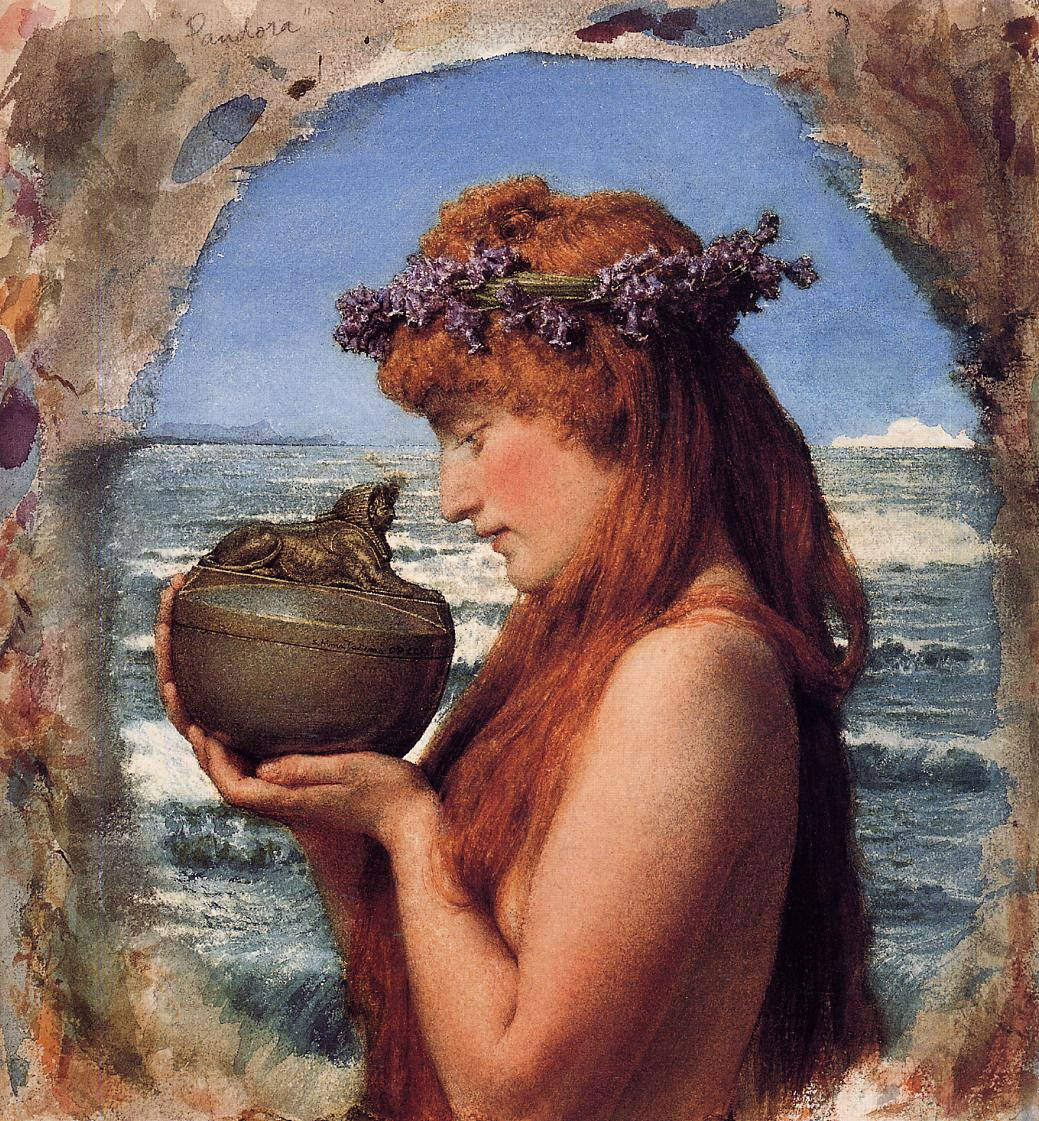
Акварель Лоуренса Альма-Тадемы с изображением сомневающейся Пандоры, 1881 год

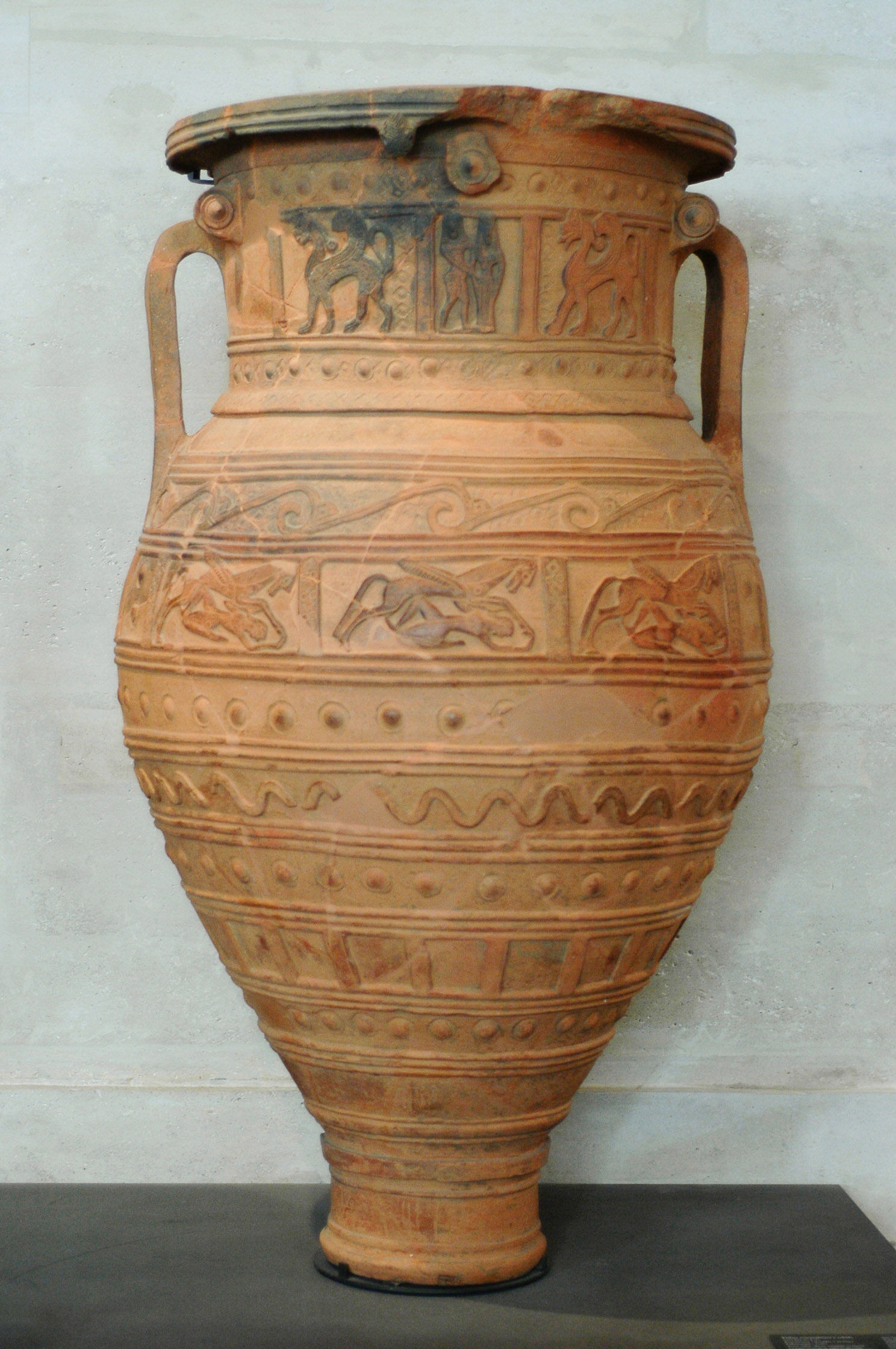
Пифос с Крита, ок. 675 до н. э., Лувр

Ящик Пандоры — артефакт в древнегреческой мифологии, связанный с мифом о Пандоре, увековеченным в поэме «Труды и дни» древнегреческого поэта Гесиода. Ёмкость, упомянутая в первоначальной версии мифа, на самом деле была большим сосудом для хранения, но впоследствии она была неправильно переведена как «ящик».
В современную эпоху он стал играть роль идиомы, означающей «любой источник больших и неожиданных неприятностей», или, как вариант, «подарок, который кажется ценным, но который на самом деле является проклятием». Более поздние описания роковой ёмкости были разнообразны, в то время как некоторые литературные и художественные переработки мифа фокусировались больше на содержании идиоматического ящика, чем на самой Пандоре.

## В мифологии
Согласно Гесиоду, когда Прометей похитил огонь с Олимпа, Зевс, царь богов, отомстил, подарив созданную им Пандору брату Прометея, Эпиметею. Пандора открыла оставленный на его попечение сосуд с болезнями, смертью и многими другими неуказанными напастями, которые в результате этого были выпущены в мир. Хотя она поспешила закрыть сосуд, в нём осталась только одна сущность, обычно переводимая как «надежда», хотя она также могла иметь негативное значение как «обманчивое ожидание».
Этот миф породил идиому «открыть ящик Пандоры», означающую сделать или начать что-то, что вызовет множество непредвиденных проблем.

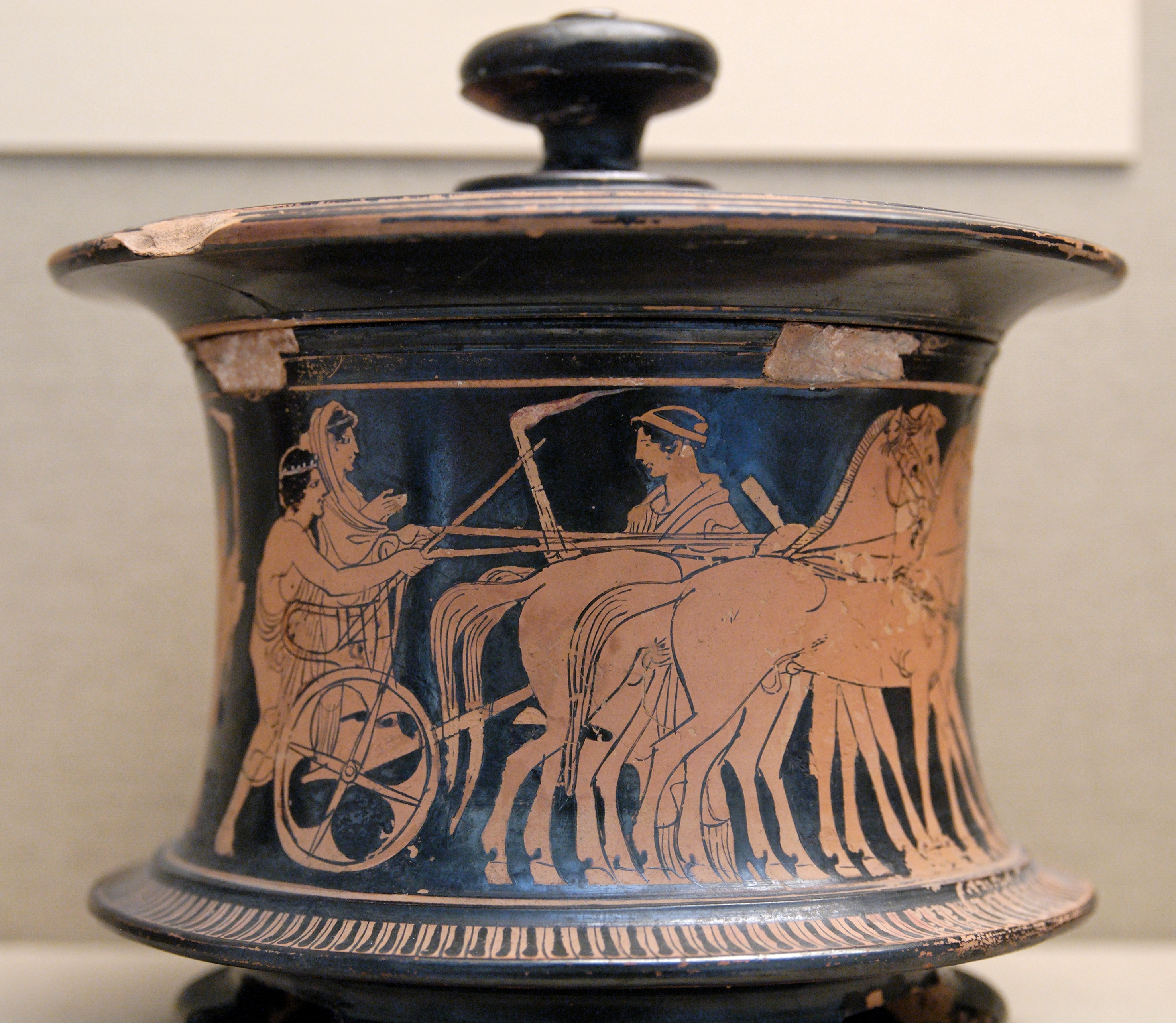
Аттическая пиксида, 440—430 до н. э., Британский музей

## Этимология «ящика»
«Ящик» первоначально в самом мифе представлял собой большой древнегреческий кувшин (пифос, πίθος). Он использовался для хранения вина, масла, зерна или другой провизии, или в ритуальных целях как сосуд для погребения человеческого праха, из которого, как считалось, души вырывались и обязательно возвращались. Многие исследователи видят близкую аналогию между самой Пандорой, которая была создана из глины, и глиняным сосудом, который включал в себя пороки.
Неправильный перевод слова пифос обычно приписывают гуманисту XVI века Эразму Роттердамскому, который в своём латинском изложении истории Пандоры изменил греческое пифос на пиксис, обозначающий «ящик». Эта история появилась в его сборнике «Пословицы» (1508), иллюстрирующая латинское изречение «Malo accepto stultus sapit» (Глупый становится умнее после ущерба). В его версии ящик открыл Эпиметей, чьё имя переводится как «запоздалая мысль» — или, по Гесиоду, «тот, кого его ошибки сделали мудрым».

### Различные версии «ящика»

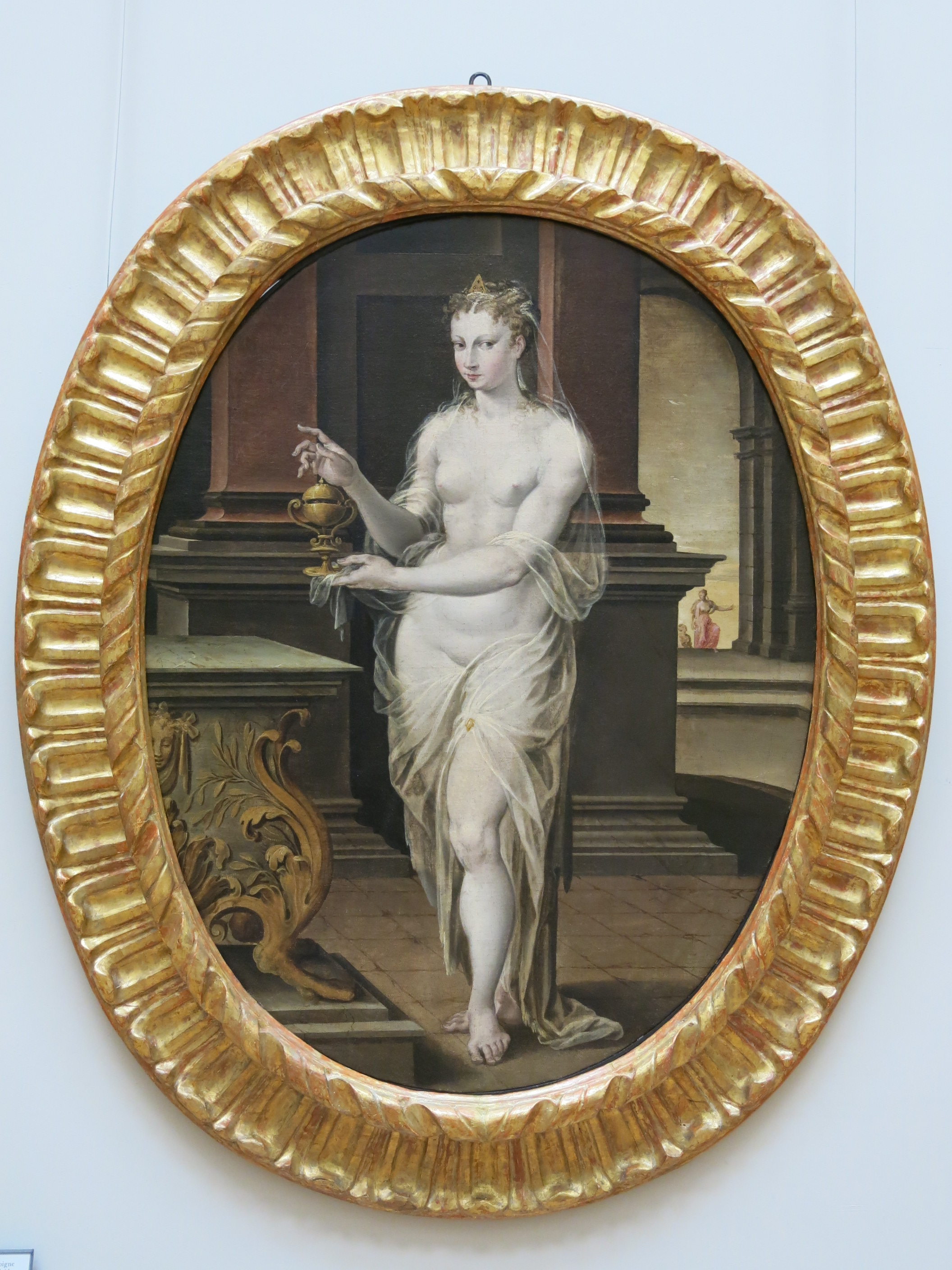
Никколо дель Аббате, 1555
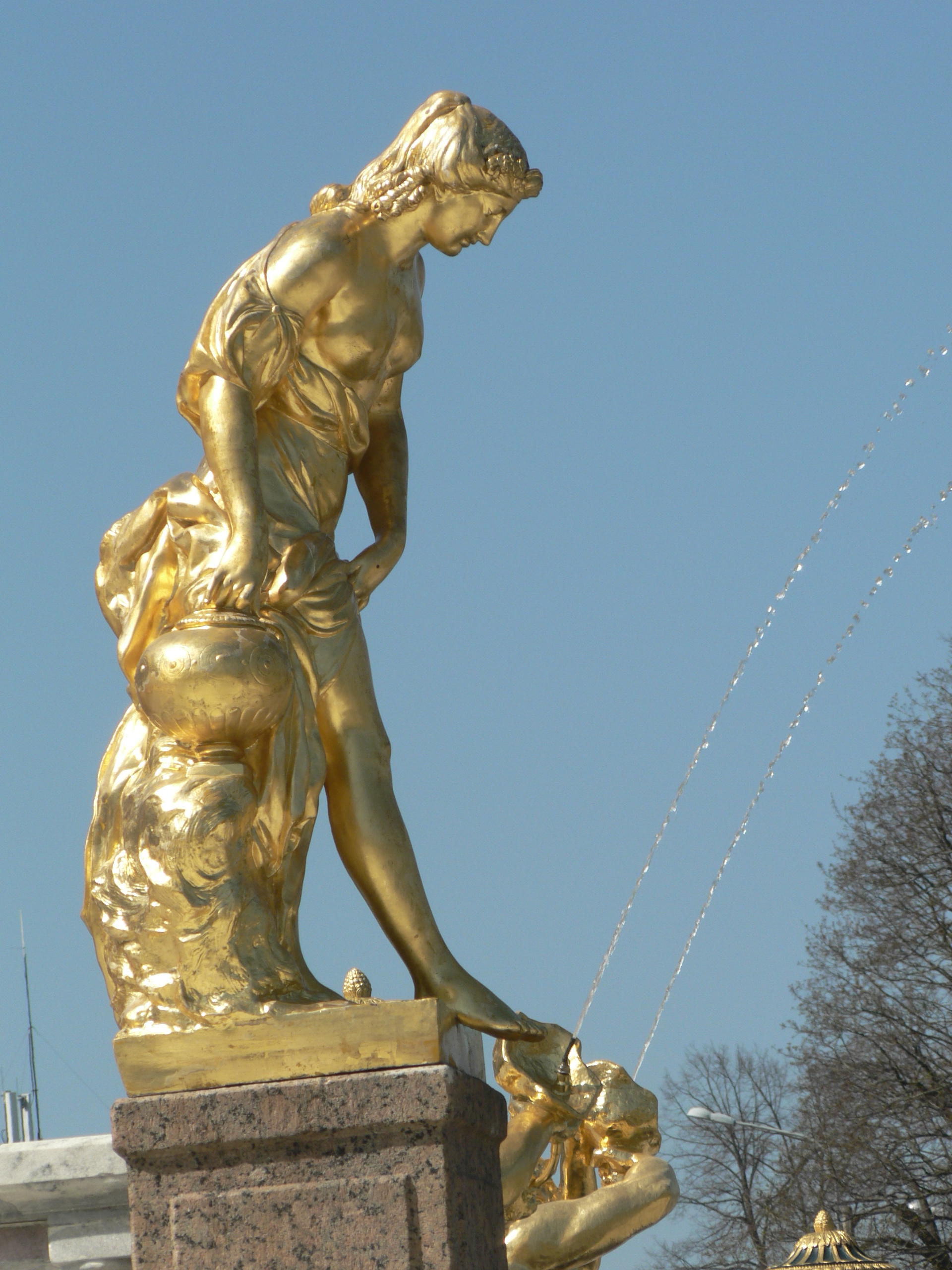
Статуя Пандоры в Петергофе, 1801
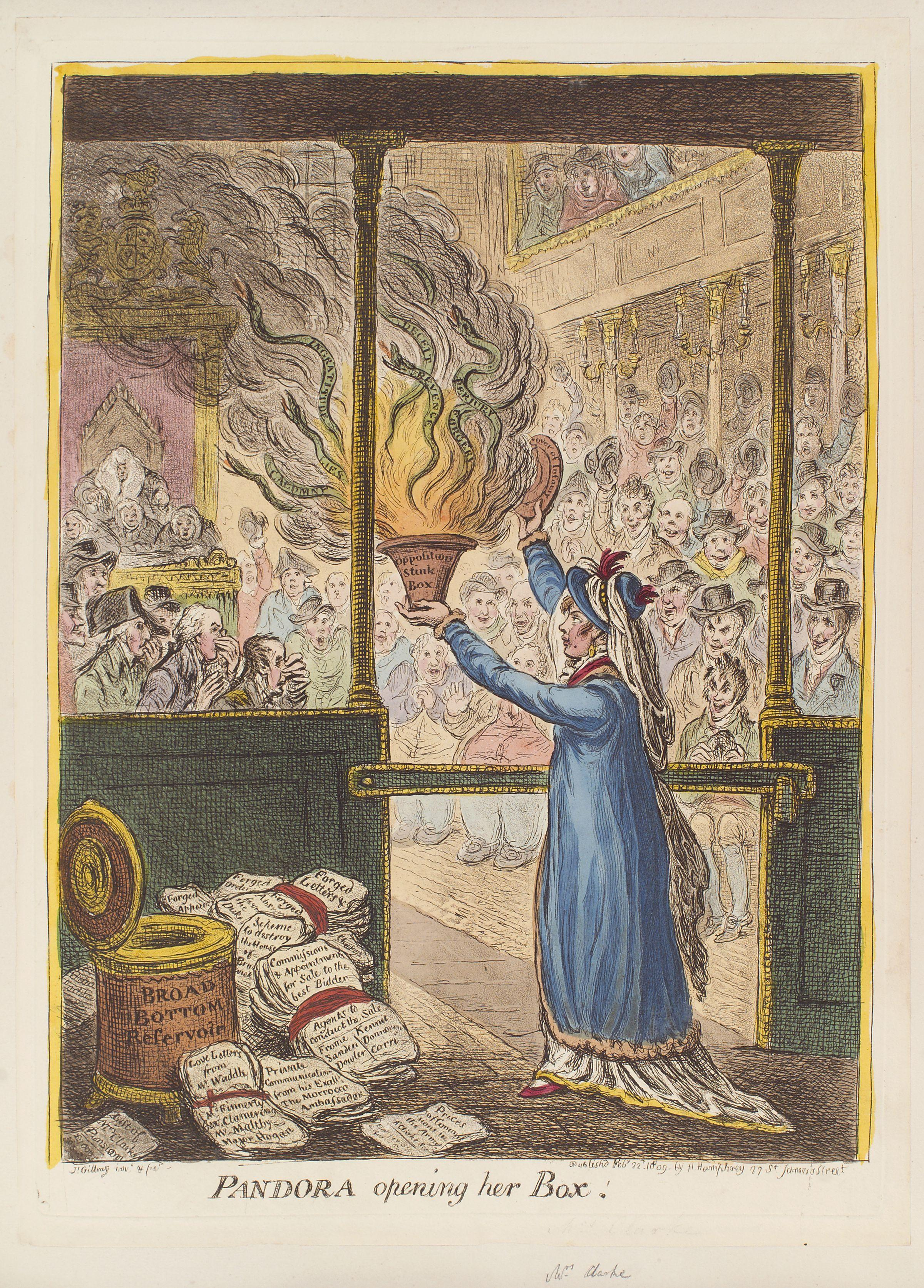
Рисунок Джеймса Гилрея, 1809
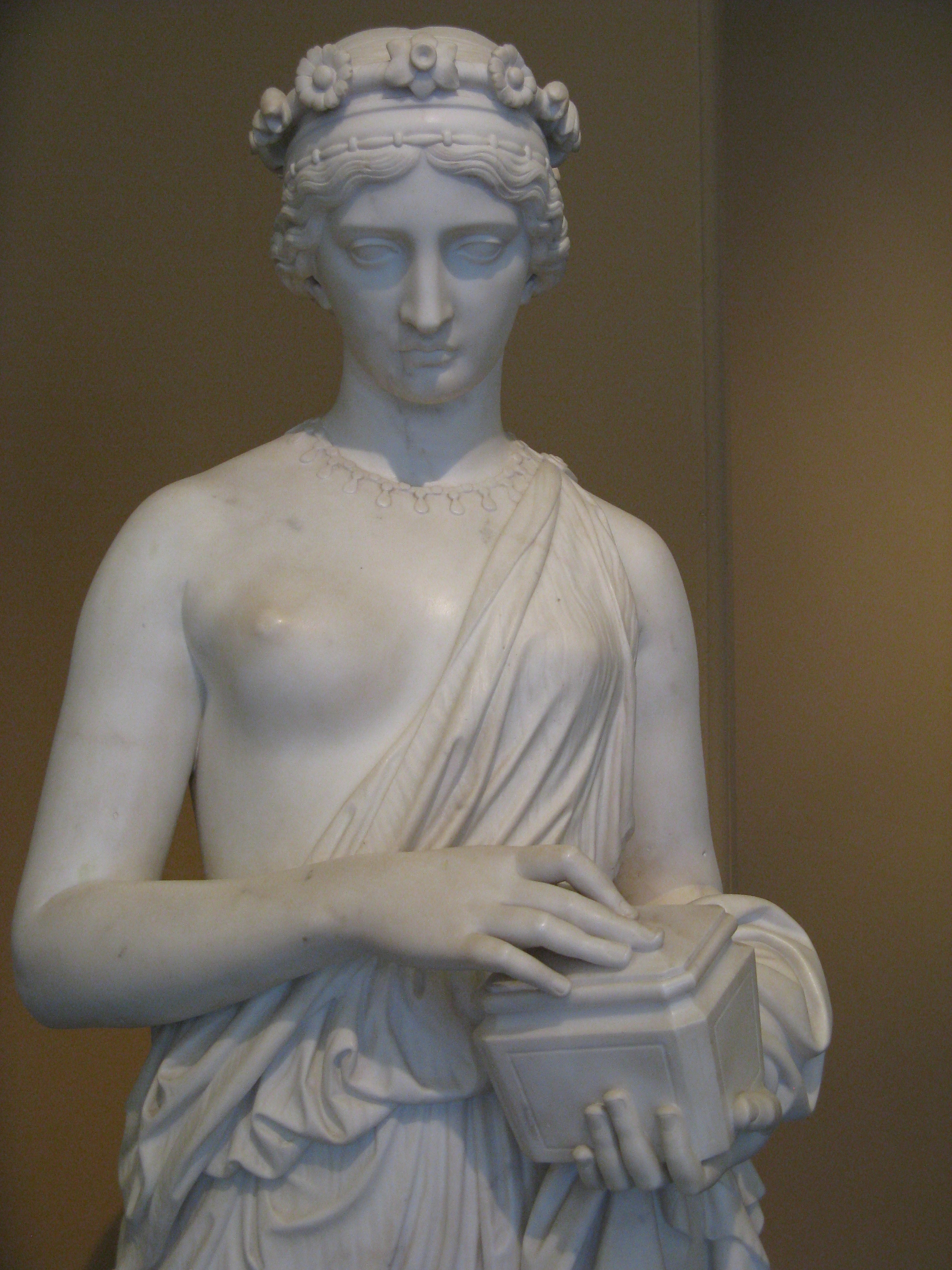
Статуя Джона Гибсона, 1899
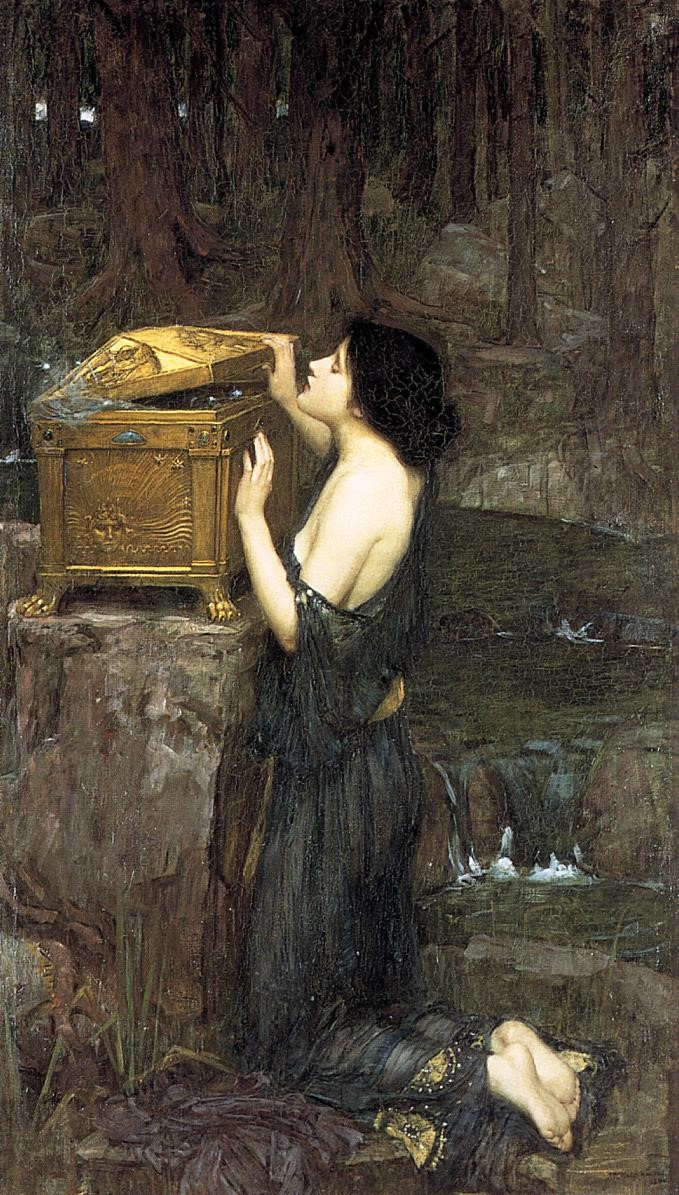
Картина Джона Уильяма Уотерхауса, 1896

## Содержимое «ящика»
В греческой мифологии существовали альтернативные описания ёмкостей, содержавших блага и несчастья, дарованные человечеству, самое раннее из которых имеется в «Илиаде» Гомера:
Две глубокие урны лежат перед прагом Зевеса,

Полны даров: счастливых одна и несчастных другая.

Смертный, которому их посылает, смесивши, Кронион,

В жизни своей переменно и горесть находит и радость;

Тот же, кому он несчастных пошлёт,- поношению предан;

Нужда, грызущая сердце, везде по земле его гонит;

Бродит несчастный, отринут бессмертными, смертными презрен

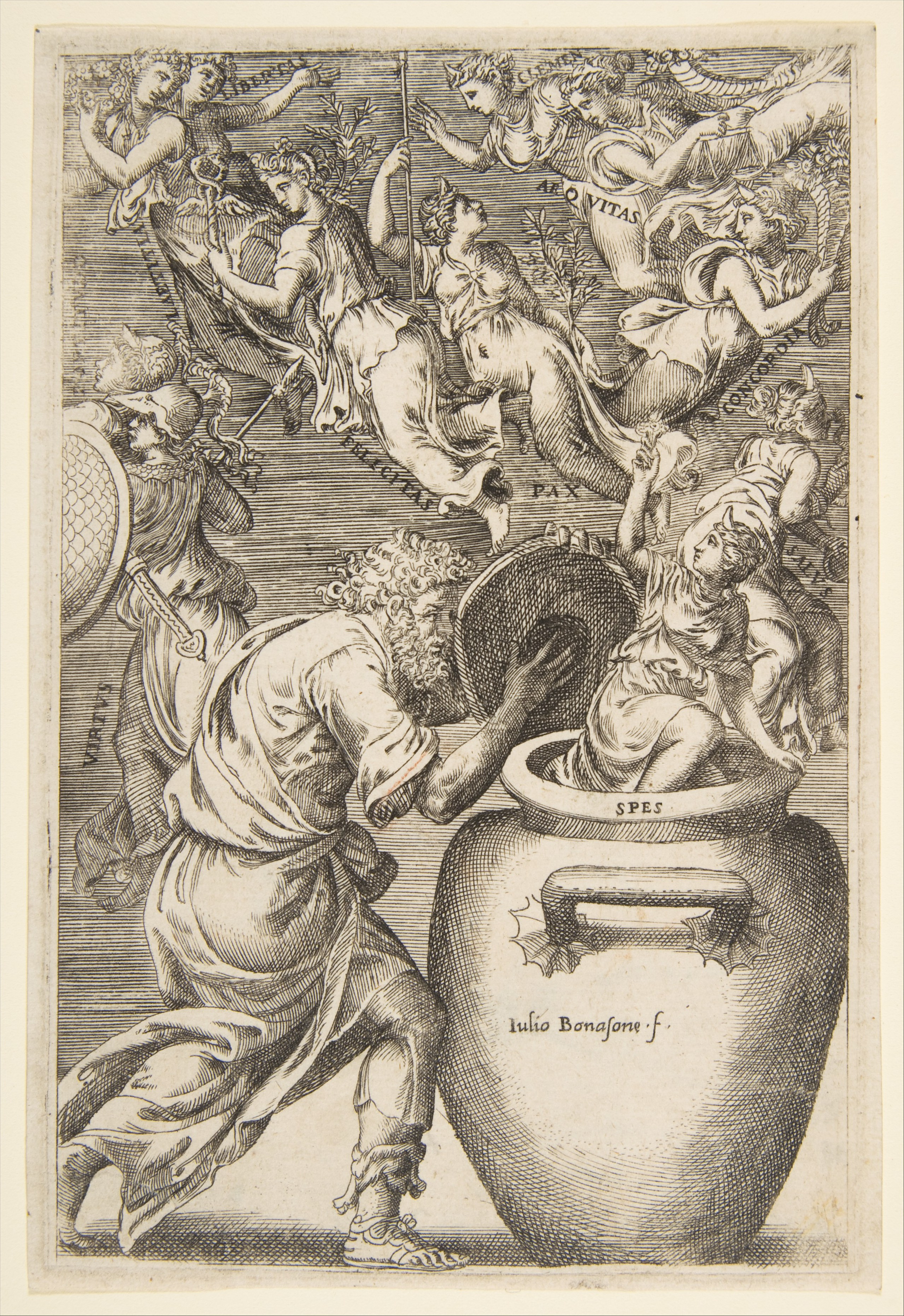
Гравюра Джулио Бонасоне XVI века с изображением Эпиметея, открывающего роковой сосуд

Древнегреческий поэт Феогнид в своей элегии предлагает противоположную версию истории Гесиода, в которой сосуд наполнен не пороками, а благами. Эта версия подтверждается в современную эпоху басней Эзопа, записанной Бабрием, в которой боги посылают людям сосуд с благами. Вместо конкретной женщины в ней «глупый человек» (κρατη ανθρωπος) открывает ёмкость из любопытства и позволяет им убежать. После того, как крышка была закрыта, осталась только надежда, «обещая, что она одарит каждого из нас хорошими сущностями, которые ускользнули». Эта басня имеет номер 312 в индексе Перри.
В эпоху Возрождения история сосуда Пандоры была вновь интерпретирована двумя известными писателями: Андреа Альциато в его «Книге эмблем» (1534) и неолатинским поэтом Габриэле Фаэрно в его сборнике «Сто басен» (Fabulum Centum, 1563). Альциато лишь намекнул на эту историю, изобразив богиню надежды, сидящую на кувшине, в котором, как она заявляет, «Я одна осталась дома, когда зло витало вокруг, как рассказала вам почтенная муза старого поэта [Гесиода]». В короткой поэме Фаэрно также говорится о происхождении надежды, но в данном случае речь идёт об уцелевших «Вселенских благах» (bona universa): «из всех благ, которых недостаёт смертным, одна надежда в душе осталась».
Идея о заключённых в сосуд благах отображена и в ренессансной гравюре Джулио Бонасоне, где виновником произошедшего является супруг Пандоры Эпиметей. Он держится за крышку большого сосуда, из которого в воздух взлетают женские изображения римских добродетелей. Они идентифицируются их названиями на латыни: безопасность (salus), согласие (concordia), справедливость (aequitas), милосердие (clementia), свобода (libertas), счастье (felicitas), мир (pax), стойкость (virtus) и радость (laetitia). Надежда (spes) задерживается на крае сосуда и держит высоко цветок, который служит её атрибутом.

### Исследования
- .Athanassakis, Apostolos, Hesiod: Theogony, Works and Days and The Shield of Heracles. Translation, introduction and commentary, Johns Hopkins University Press, Baltimore and London, 1983. Cf. P.90
- Beall, E. «The Contents of Hesiod’s Pandora Jar: Erga 94-98,» Hermes 117 (1989) 227-30.
- Gantz, Timothy, Early Greek Myth: A Guide to Literary and Artistic Sources, Johns Hopkins University Press, 1996, Two volumes: ISBN 978-0-8018-5360-9 (Vol. 1), ISBN 978-0-8018-5362-3 (Vol. 2).
- Griffith, Mark. Aeschylus Prometheus Bound Text and Commentary (Cambridge 1983).
- Lamberton, Robert, Hesiod, New Haven: Yale University Press, 1988. ISBN 0-300-04068-7. Cf. Chapter II, «The Theogony», and Chapter III, «The Works and Days», especially pp. 96–103 for a side-by-side comparison and analysis of the Pandora story.
- Leinieks, V. «Elpis in Hesiod, Works and Days 96,» Philologus 128 (1984) 1-8.
- Meagher, Robert E.; The Meaning of Helen: in Search of an Ancient Icon, Bolchazy-Carducci Publishers, 1995. ISBN 978-0-86516-510-6.
- Neils, Jenifer, «The Girl in the Pithos: Hesiod’s Elpis», in Periklean Athens and its Legacy. Problems and Perspective, eds. J. M. Barringer and J. M. Hurwit (Austin: University of Texas Press), 2005, pp. 37–45.
- Panofsky, Dora and Erwin. Pandora’s Box. The Changing Aspects of a Mythical Symbol (New York: Pantheon, Bollingen series) 1956.
- Revard, Stella P., «Milton and Myth» in Reassembling Truth: Twenty-first-century Milton, edited by Charles W. Durham, Kristin A. Pruitt, Susquehanna University Press, 2003. ISBN 9781575910628.
- Rose, Herbert Jennings, A Handbook of Greek Literature; From Homer to the Age of Lucian, London, Methuen & Co., Ltd., 1934. Cf. especially Chapter III, Hesiod and the Hesiodic Schools, p. 61
- Schlegel, Catherine and Henry Weinfield, «Introduction to Hesiod» in Hesiod / Theogony and Works and Days, University of Michigan Press, 2006. ISBN 978-0-472-06932-3.
- Verdenius, Willem Jacob, A Commentary on Hesiod Works and Days vv 1-382 (Leiden: E.J. Brill, 1985). ISBN 90-04-07465-1. This work has a very in-depth discussion and synthesis of the various theories and speculations about the Pandora story and the jar. Cf. p. 62 & 63 and onwards.
- West, M. L.. Hesiod, Works and Days, ed. with prolegomena and commentary (Oxford 1978)